# 滕成公
滕成公，即姬原，為春秋諸侯國滕国君主之一，是滕國第22任君主。在位35年。
| 前任： 滕文公 | 春秋滕国君主 前574年—前539年 | 繼任： 滕悼公 |